# Dugokrili zovoj
Dugokrili zovoj (lat. Pterodroma macroptera) je morska ptica iz porodice zovoja. Ima dvije podvrste: P. m. macroptera i P. m. gouldi, koja je endem Novog Zelanda. 
Gotovo cijelo perje je tamnosmeđe boje, osim bijele pruge blizu kljuna, koji je crne boje. Odvojena je od mrkog i tankokljunog zovoja.

## Vanjske poveznice
|  | Zajednički poslužitelj ima stranicu o temi Pterodroma macroptera    |
|  | Zajednički poslužitelj ima još gradiva o temi Pterodroma macroptera |
|  | Wikivrste imaju podatke o taksonu Pterodroma macroptera             |